# Gerande schijnspurrie
De gerande schijnspurrie (Spergularia media) is een kortlevende, overblijvende plant uit de anjerfamilie (Caryophyllaceae). De plant werd vroeger ook wel "zeeschijnspurrie" genoemd.

## Kenmerken

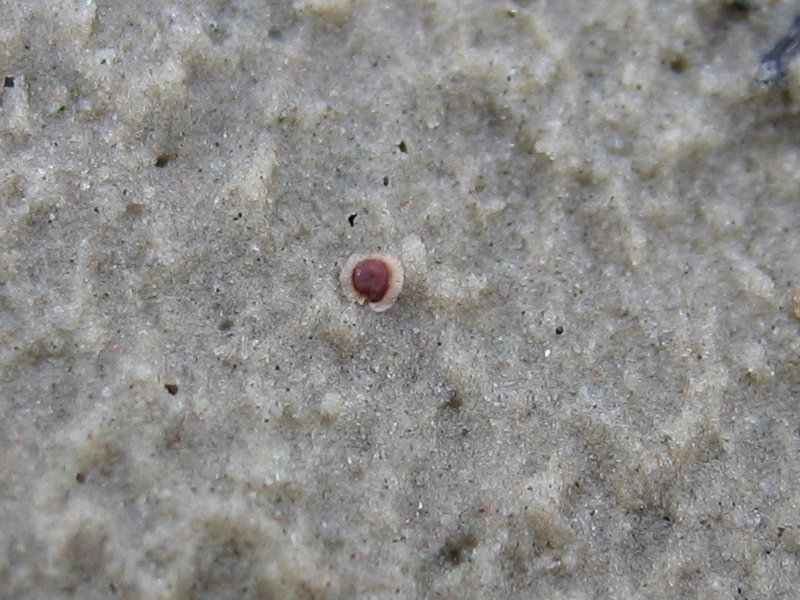
Gevleugeld zaad

De plant wordt 5 tot 50 cm hoog, vormt een dikke, houtige penwortel en is aan de voet houtig. De stengel is liggend tot opstijgend. De dikke, lijnvormige bladeren zijn 1–1,5 cm lang en hebben een stekelpuntje aan de top. De gerande steunblaadjes zijn breed driehoekig en halverwege tot een kokertje vergroeid.
De gerande schijnspurrie bloeit van juni tot de herfst met paars-roze, 7–13 mm grote bloemen, die in het hart wit zijn. De kelkbladen zijn 4,5–6 mm lang en aan de rand droogvliezig. De bloemen hebben soms 9, meestal 10 meeldraden, een verschil met de zilte schijnspurrie, die er beduidend minder heeft.
De vrucht is een 5,5 tot 8 mm lange, driekleppige doosvrucht. De 0,4–1,1 mm grote zaden zijn meestal gevleugeld.

## Habitat
Gerande schijnspurrie staat op open, zonnige en warme, zwak basische en matig stikstofrijke, natte, zilte bodems bestaande uit zand of klei, of op kiezelrijke plaatsen, en verdraagt dagelijkse overstroming met zeewater. De overblijvende plant groeit vooral buitendijks op de lagere delen van kleiige of zandige schorren en slikken en in kwelderweiden; binnendijks in weilanden op sterk zilte, open, drassige plekken en een enkele keer langs gepekelde wegen. Anders dan de zilte schijnspurrie staat deze soort niet op kale plekken maar meestal op grazige plekken tussen de weelderige vegetatie. Ze is bekend van alle werelddelen m.n. in de kust- en woestijngebieden.

## Verspreiding
De plant komt van nature voor aan de kusten van Europa en West-Azië. In Nederland is de soort vrij algemeen in het Waddengebieden langs de kust in het zuidwesten, zeer zeldzaam langs het IJsselmeer en de Hondsbossche Zeewering. De verspreiding langs de vroegere, brakke Zuiderzee is praktisch verdwenen, zeer waarschijnlijk het gevolg van de opgetreden verzoeting. Beide schijnspurries werden en worden vaak verward, men moet daarom alle essentiële kenmerken gebruiken. Vegetatief valt gerande schijnspurrie te onderscheiden aan haar houtige stengelvoet, iets wat slechts zeer zeldzaam voorkomt bij zilte schijnspurrie.

## Plantengemeenschap
Gerande schijnspurrie is een kensoort voor de zeeaster-klasse (Asteretea tripolii), een groep van plantengemeenschappen van zilte tot brakke gronden van buitendijkse terreinen in estuaria.